# D8 (hunebed)
Hunebed D8 is een portaalgraf. Het hunebed ligt in het natuurgebied De Strubben-Kniphorstbos tussen de dorpen Annen en Schipborg ten westen van de N34 in de Nederlandse provincie Drenthe.

## Bouw
D8 is gebouwd tussen 3400 en 3100 v.Chr. en wordt toegeschreven aan de trechterbekercultuur.
Het is een vrij groot hunebed met vier dekstenen, acht zijstenen en twee sluitstenen. De poort is zuidzuidwest georiënteerd. Het hunebed is 7,9 meter lang en 4,4 meter breed.
In tegenstelling tot het ook in dit natuurgebied gelegen hunebed D7 ligt dit hunebed niet op een hoog punt in het landschap. Verondersteld wordt dat dit hunebed aan een prehistorische route heeft gelegen. Nabij het hunebed loopt een oud karrenspoor.
Ten zuiden van dit hunebed lagen nog meer hunebedden, D8a en D8b.

## Geschiedenis
Nicolaas Westendorp vermeldt dit hunebed in 1822 en ziet geen sporen van een dekheuvel.
Mr. C.L. Kniphorst schonk het hunebed in 1871 aan de Provincie Drenthe.
Van Giffen beschrijft dit hunebed als "in zeer goed onderhouden staat".
De Drentse dichter Gerard Nijenhuis schreef een gedicht over het Kniphorstbos en de beide hunebedden D7 en D8 in dit bos. Een fragment uit dit gedicht luidt::
Stenen, veur tied ontstaon, deur 't ies versleept,
ligt zuver onverschillig in 't mörgenlocht.
Zie speult hunebed.
Het hunebed is gerestaureerd tussen 1848 en 1875, in 1952 en in 1965 vonden nogmaals restauraties plaats.
In maart 2015 werd er vuur gestookt bij het hunebed, waardoor de stenen beschadigden.

## Society of Antiquaries
In Engeland ontstond in de jaren zeventig van de 19e eeuw bezorgdheid over de wijze waarop in Nederland hunebedden werden gerestaureerd. In die kringen was men vooral bezorgd dat met de restauraties het oorspronkelijk beeld van de situatie verloren zou gaan. De directeur van de Society of Antiquaries in Londen verzocht de oudheidkundigen William Collings Lukis en sir Henry Dryden om de staat waarin de hunebedden zich op dat moment bevonden nauwkeurig vast te leggen. Zij bezochten in juli 1878 Drenthe en brachten veertig hunebedden op de Hondsrug in kaart. Ze hebben opmetingen verricht en beschreven de aangetroffen situatie, die zij tevens vastlegden in een serie aquarellen. Hun rapportage aan de Society of Antiquaries verscheen echter niet in druk. Hun materiaal werd bewaard bij de Society of Antiquaries, het Guernsey Museum & Art Gallery en het Drents Museum. Het Ashmolean Museum in Oxford bezit kopieën van hun werk. In 2015 publiceerde de Drentse archeoloog dr. Wijnand van der Sanden alsnog hun werk. Hij voorzag hun materiaal van een uitgebreide inleiding. Ook schetste hij de ontwikkelingen met betrekking tot het archeologisch onderzoek van de hunebedden na hun onderzoek tot 2015. Hij gaf als oordeel dat het werk van Lukis en Dryden van hoge kwaliteit was. In het Drents Museum was in 2015 een tentoonstelling over het werk.
Hunebed D8 is weergegeven op Plan V.
Lukis en Dryden beschreven het bouwwerk met vier grote dekstenen en vier draagstenen aan beide zijden. Er waren sluitstenen aan elk uiteinde. De ingang leek aan de zuidzijde te zijn, hier stond een steen haaks op de kamer. De dekheuvel was recent afgegraven. Er werd een fragment van een urn gevonden tijdens hun bezoek.